# 島頭天満宮
島頭天満宮（しまがしらてんまんぐう）は、大阪府門真市にある神社。旧社格は村社。

## 祭神
- 菅原道真公

## 歴史
創建年月日は定かではないが、寛永年間（1624年）永井尚政が領主であった時代には既に存在していたという記録がある。当時は「産須那神社」という名であった。
社殿は1716年に再建され、1801年（享和2年）には洪水のため修理が行われた。1813年（文化11年）に代官小堀主税と大坂城代太田備後守に氏地分割された。現在の社殿は1857年（安政5年）に再建されたものである。
1976年（昭和51年）に現在の「島頭天満宮」に改名した。これは永年親しんだ地名を残すためであった。
なお、この神社の参道は寝屋川市との境界である。

## 現地情報
所在地
- 大阪府門真市上島町42-27

交通アクセス
- 最寄駅：京阪本線萱島駅下車後、徒歩約4分（西へ約200m）